# Орленко, Михаил Иванович
Михаил Иванович Орленко (9 ноября 1884, Херсон — 20 июля 1974, Одесса) — советский математик, педагог, профессор.

## Биография
Михаил Иванович Орленко родился 9 ноября 1884 года в Херсоне.
Окончил Феодосийский учительский институт. Далее обучался в Варшавском университете. В 1910 году окончил также Новороссийский университет. Впоследствии стажировался в Парижском университете— Сорбонне, где в 1912 году защитил диссертацию «движение изолированных вихрей» и получил научную степень магистра рациональной механики (кандидат физико-математических наук).
В течение 1913—1918 годов был директором коммерческого училища в Кременце. В 1919—1920 годах возглавлял тальновскую учительскую семинарию, затем в 1920—1921 годах преподавал математику в Херсонском институте народного образования. В 1921—1923 годах возглавлял Уманский педагогический техникум, в 1923—1924 годах — кафедру математики Феодосийского педагогического института.
В 1927—1929 годах был первым заведующим кафедрой высшей математики Донецкого горного института, в 1929—1933 годах — заведующим кафедрой математики Лесотехнического института в Архангельске. В 1934—1935 годах возглавлял кафедру высшей математики и физики Белорусского государственного института народного хозяйства. В 1935—1938 годах преподавал в вузах Махачкалы и Пятигорска. В 1938 году получил ученое звание профессора.
С сентября 1939 года работал профессором математики в Крымском педагогическом институте.
В 1941 году добровольцем ушел в действующую армию. До 1942 года был военным переводчиком в штабе 51-й армии.
В 1942—1946 годах был деканом физико-математического факультета Одесского государственного педагогического института имени К. Д. Ушинского, одновременно в 1945—1946 годах заведовал кафедрой аналитической геометрии. В 1946—1947 годах преподавал в Одесском политехническом институте.
В 1947—1958 годах заведовал кафедрой математики и теоретической механики Белорусского лесотехнического института (ныне — Белорусский государственный технологический университет). В 1958—1960 годах был профессором теоретической механики Минского высшего инженерного радиотехнического училища.
В 1960 году вышел на пенсию и вернулся в Одессу. В 1963—1969 годах занимал должность профессора кафедры теоретической механики и сопротивления материалов Одесского высшего инженерного морского училища.
Умер в Одессе 20 июля 1974 года, похоронен на Новогородском (Таировском) кладбище.

## Научно-педагогическая деятельность
Занимался вопросами гидродинамики и гидростатики, методики преподавания математики, создания программы курса высшей математики в увязке со специальными дисциплинами, методики преподавания геометрии в общеобразовательной школе.

### Работы
- Высшая математика: краткий курс для вузов и техникумов лесопромрайонов СССР и для самообразования/М. И. Орленко.- Архангельск: Северное изд., 1932.— 512 С.
- Решение геометрических задач на построение в курсе математики средней школы: Пособие для учителей / М. И. Орленко.- Минск: Гос. учеб.-мэд. изд-во БССР, 1953. — 264 c.
- Решение геометрических задач на доказательство в средней школе: Пособие для учителей /М. И. Орленко.- Минск: Учпедгиз БССР, 1957.— 259 С. https://search.rsl.ru/ru/record/01006440292
- Решение геометрических задач на построение: Пособие для учителей средней школы / М. И. Орленко.- Минск: Учпедгиз БССР, 1958.— 437 С.

## Награды
- Медаль «За боевые заслуги».